# Кленят
Кленят (klenät, kleinur, klena, klejne, kleina, kleyna та fattigmann) — смажена випічка у вигляді крил ангела, що поширеної в скандинавських країнах, а також у решті Європи та Сполучених Штатів. У сусідніх країнах (таких як Литва, зустрічається під назвою žagarėliai) і країнах Східної Європи (таких як Румунія під назвою minciunele або Україні, під назвою креплі). Назва пов'язана зі словом «клен», шведським терміном «стрункий», але спочатку має нижньонімецьке походження, що може вказувати на те, що випічка була спочатку німецькою. Готується з розплющеного тіста, нарізаного невеликими трапеціями. Посередині прорізається щілина, а потім один або обидва кінці протягуються через щілину, щоб утворити «вузол». Потім клейну обсмажують в олії чи іншому жирі. Згодом можна посипати цукровою пудрою і корицею.
У Скандинавії кленят традиційно їдять на Різдво найчастіше в південних частинах Швеції, а також в Ісландії, Норвегії, Фарерських островах, Гренландії та Данії, країнах Балтії, а також у Північній Німеччині. Їх можна посипати цукром. Ісландський клейнур — дуже поширена повсякденна випічка, яку продають у пекарнях (поодиноко) і в магазинах (у мішках по десять штук) по всій країні та їдять просто.
Кленатер схожий на американський круллер.

## Історія
Кленят — давній вид тіста, який згадується в Данії ще в XIV столітті та з'являється в данських та ісландських кулінарних книгах у XVIII та ХІХ століттях. Вони також згадуються у шведській поемі Анни Марії Ленгрен 1800 року під назвою Grevinnans besök (Візит графині). У поемі графиню запрошують на вечерю до дому пастора, де їй подають антре як частину основної страви. Кленят також часто фігурує в різдвяних оповіданнях відомої шведської письменниці Сельми Лагерлеф, лауреата Нобелівської премії з літератури 1909 року.

## Регіональні відмінності

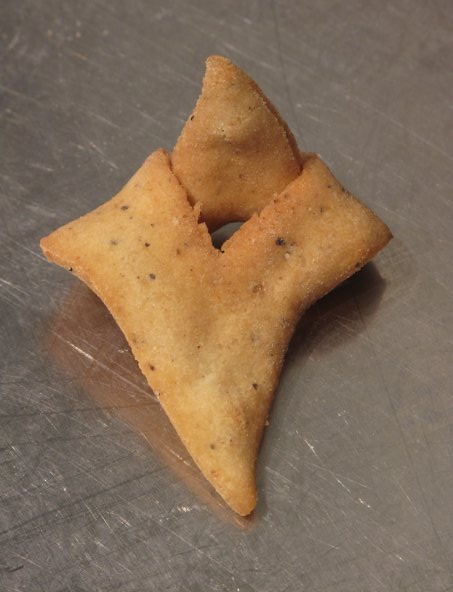
У Норвегії кленяти відомі як Fattigmann і зазвичай виготовляються з кардамону.

У Норвегії кленяти відомі як fattigmann (бідняк) або fattigmannsbakkels (випічка для бідняків), оскільки, як кажуть, висока вартість виробництва печива може призвести до зубожіння (fattig). Fattigmann, як правило, готується з корицею, кардамоном і краплеюконьяку, а також іншими інгредієнтами, переліченими нижче.
Їх також вживають у їжу в районах Північної Америки, де скандинави оселилися в ХІХ на початку ХХ століття.
Подібну випічку під назвою «calzones rotos» (буквально «розірвані трусики») їдять взимку в Чилі.

## Підготовка

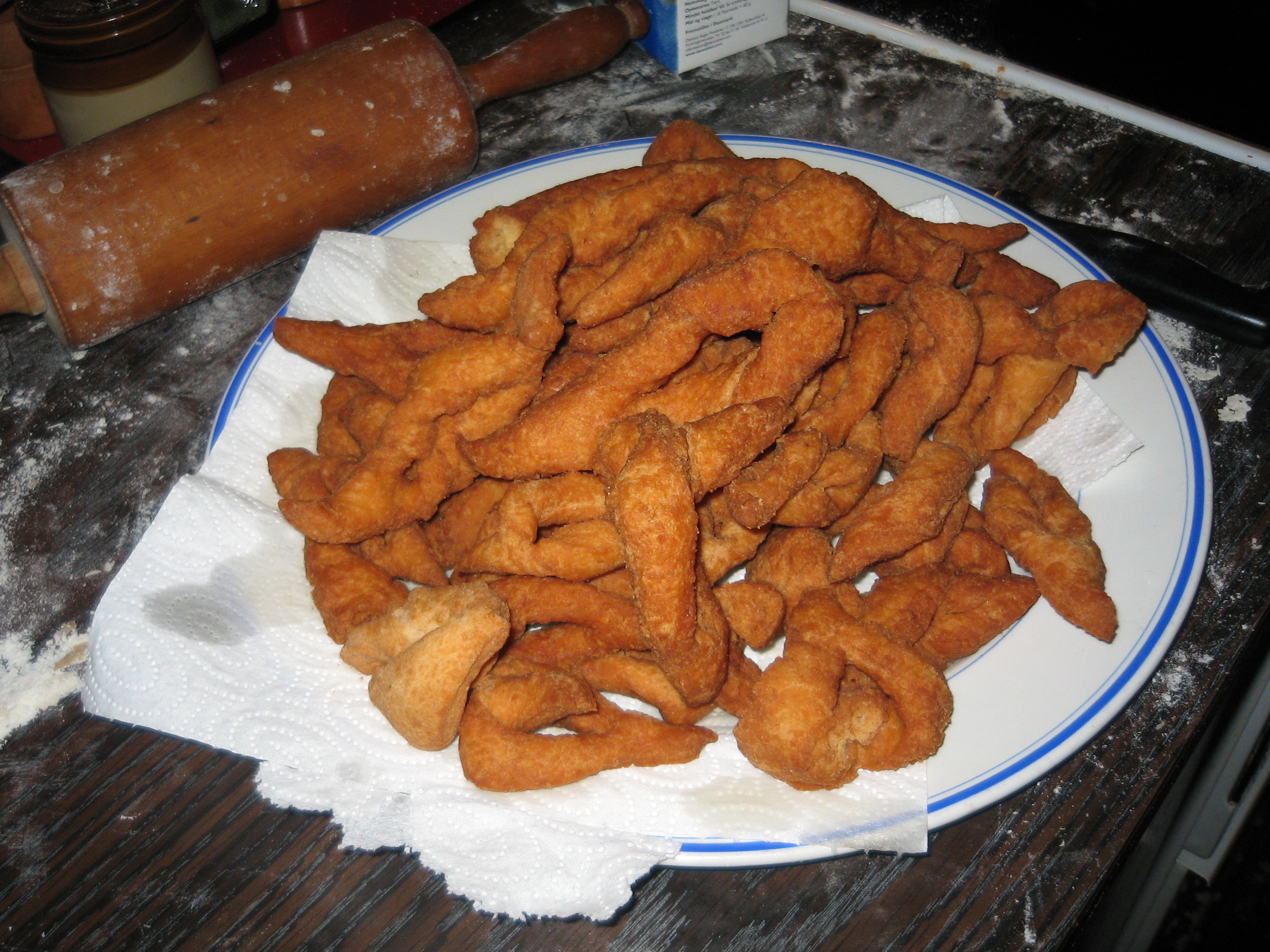
Клеят в Данії

Тісто для кленята готують з борошна, яєчних жовтків, цукру і маргарину або масла. Тісто розкатують, а потім нарізають на смужки, в Ісландії часто за допомогою спеціального різального колеса, яке називається kleinujárn (також можна використовувати різак для піци). Розмір може бути різним, але приблизно 10 сантиметрів (4 дюйм) довгий характерний. Сирі смужки накривають плівкою і залишають відпочивати на дві години в холодному місці. Потім їх обсмажують на олії або інколи на смальці, і тісто набирає форму. Традиційно ісландці смажили клейнур на овечому жирі, але сьогодні зазвичай використовують олію.
Лимонний сік, бренвін або коньяк є необов'язковими інгредієнтами кленята. Замість цього можна використовувати воду, змішану з оцтовою кислотою. Альтернативним типом кленята є смердегсклентер.
Кленят слід зберігати в сухому місці. Не просмажене тісто можна зберігати в холодильнику тиждень. Кленяти найкраще подавати середньо теплими та щойно спеченими.